# 登陸月球

至今所有月球軟着陸的位置
月球号系列探测器 （苏联）
測量員計畫 （美国）
阿波罗计划 （美国）
中国探月工程 （中国）
月船计划 （印度）
小型月球探测器 (日本)
直觉机器公司 (美国)
日期为以协调世界时记的着陆日期。除阿波罗计划外，所有软着陆都是无人的。

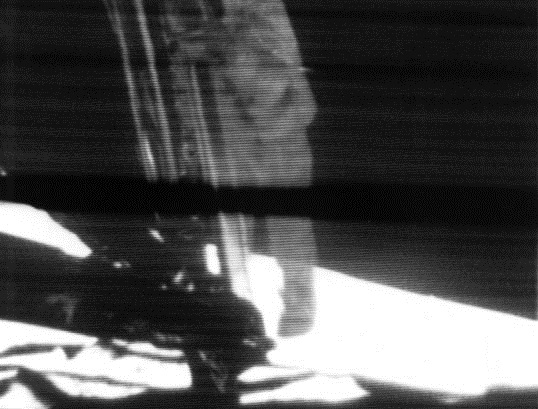
尼爾·阿姆斯壯登陸月球的靜止畫面

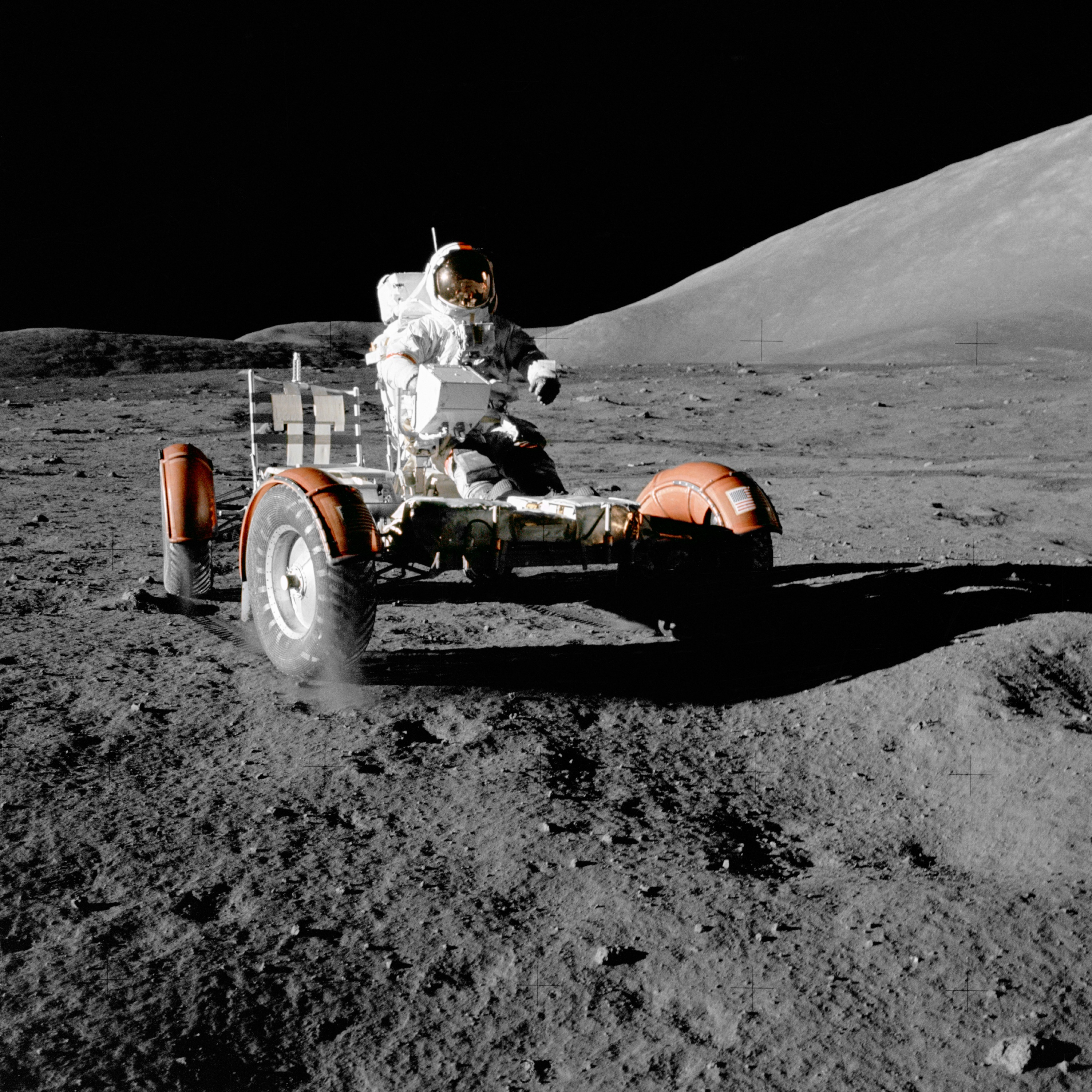
尤金·塞尔南在阿波罗17号任务正在测试登月車

登陸月球（英語：moon landing）是指人類控制無人太空船或者直接駕駛太空船降落在月球上。到目前為止，只有苏联、美國、中华人民共和国、印度和日本成功把探測器送到月球表面，其中仅美国宇航员登陆月球表面。美國在阿波罗计划中，有六次成功的宇航员登月。
首個登陸月球的探測器，是蘇聯月球2號於1959年9月硬着陆月球。美國阿波羅11號於1969年7月成功软登陸月球，太空人尼尔·阿姆斯特朗和巴茲·艾德林成為歷史上最早登陸月球的人類。法國小說家儒勒·凡尔纳的1865年科幻小说《從地球到月球》則是人類出現最早有關登陸月球的概念之一。美国在1972年12月發射阿波羅17號，執行迄今为止最後一次載人登月任務，美國也是迄今为止唯一一个成功进行載人登月任务的国家。2019年1月3日，中国嫦娥四號飞船首次降落在月球的背面，在此之前所有的软着陆都在月球的正面进行。

## 非载人登陆
1959年，苏联的月球1号登陆月球失败，同年9月以月球2号太空船进行了第一次无动力硬着陆。此後，總共十二艘苏联和美国的航天器在1966-1976年间使用制动火箭进行软着陆，并在月球表面进行科学研究。1966年，苏联的月球9号完成了第一次软着陆，并拍摄了第一张月球表面的照片。之后，美國國家航空暨太空總署在1966年至1968年实施了測量員計畫，发射7艘机器人航天器登陆月球表面，它的主要目的就是测试在月球软着陆的可行性。1970年9月24日，苏联使用月球16号探测器实现了第一次月球土壤采样返回。
自1976年苏联月球24号完成月球采样返回后，月球软着陆探索活动长期陷入沉寂，直至2013年12月14日，中华人民共和国國家航天局的嫦娥三号在月球表面软着陆，随后其继任者嫦娥四号于2019年1月3日实现人类首次月球背面软着陆。2020年12月1日，嫦娥五號在月球登陸，其後成功带着1731克的月球样品返回地球。
2023年8月23日，印度太空研究組織在月球南極附近著陸成功月船三號，成為首個於月球南極地區著陸的國家，成為繼蘇聯、美國和中華人民共和國之後第四個實現登月的國家。印度總理莫迪隨後將著陸點命名為「濕婆神之力」（Shiv Shakti）。
2024年1月20日，日本JAXA發射的智慧型月球探測器成功登陸月球，成為第五個登月的國家。
2024年2月22日，直觉机器公司的奥德修斯月球着陆器成功登陸月球，成為首個成功登月的私人公司著陸器。
2024年6月2日，中华人民共和国國家航天局的嫦娥六号在月球背面软着陆，其後帶回約1935克樣本，這是人類首次獲得月球背面的樣本。
2025年3月2日，美國民間太空公司螢火蟲太空的「藍色幽靈一號」登月探測器成功登陸月球，這是繼直覺機器的IM-1登月探測器後第二家民間公司締造登月壯舉，也是第一個完全成功軟著陸在月球上的商業公司。藍色幽靈號是NASA商業月球酬載服務(CLPS)項下的合作計畫。

## 载人登月
现时共有十二人登陸过月球。从1969年7月20日开始的41个月内，共6次NASA的阿波罗计划任务中，每次都有2人通过阿波罗登月舱登月。首次登月的是阿波罗11号上尼尔阿姆斯特朗和巴兹奥尔德林，1972年12月14日阿波罗17号的塞尔南和杰克施密特是迄今为止最后一次登陆月球的人，塞尔南是阿波罗计划中最後一个离开月球表面的人。
现时美國及中华人民共和国預計將在2030年前再次把太空人送往月球。
- 美國於2017年10月提出阿耳忒弥斯计划，目前已完成阿耳忒弥斯1号任務。2023年4月3日選出阿尔忒弥斯2号4位成員，計劃2026年4月發射，進行載人繞月飛行任務。载人登月的阿提米絲3號计划2027年年中发射，如果成功实施，将实现美国乃至人类自1972年后再一次踏足月球。
- 中国航天科技集團於2023年7月22日公佈，中國用於載人登月任務的長征十號火箭的主引擎完成測試，並驗證了火箭引擎對載人登月任務的全部要求，計劃在2030年前實行載人登月任務。

## 脚注
1. ↑  由于其着陆地点为南纬69°，非南纬80°以上的真正意义上的月球南极范围，准确来说只能说现时人类登月探测器中离月球南极最近的一个。